# Врангель (посёлок городского типа)
Вра́нгель — бывший посёлок городского типа, расположенный на берегу бухты Врангеля залива Находка вблизи Восточного порта. Включён в состав города Находки в 2004 году.
Посёлок назван по бухте Врангеля. Население — 18 тыс. человек (2012).
Под Врангелем подразумевается территория, пролегающая от коттеджного посёлка, называемого «Царским селом», до, непосредственно, самого Врангеля и порта Восточного и, таким образом, включает в себя следующие населённые пункты: п. Береговой (Врангель-3), п. Первостроителей (Врангель-2), п. Врангель (Врангель-1). Из этой тройки самым большим по населению является составляющий примерно 75 % от всего населения Береговой.

## История
С 1900 года на полуострове Врангеля существовало десять хуторов и участков. В 1902 году на берегу бухты Врангеля расположилась деревня Поворотная. Среди поселенцев были русские, финны, латыши, эстонцы и поляки. Деревня состояла из хуторов. Позднее приезжие заселили место, ныне занятое причалами «Восточного порта» и «ВСК». Селение вдоль бухты на месте контейнерного терминала и лесного причала в народе носило название Врангель. Переселенческий участок Поворотный представлял собой обширную территорию, прилегавшую к вершине бухты Врангеля. На территории участка стояли корейские фанзы. Жители деревни Поворотной учились земледелию у местных корейцев и китайцев.
31 марта 1977 года решением исполкома Приморского краевого Совета депутатов трудящихся посёлок Врангель был отнесён к категории рабочих поселков. Рабочий посёлок подчинён Находкинскому городскому Совету депутатов трудящихся. Посёлок Врангель наполовину был сформирован мигрантами из Находки.

### Беженцы
В конце апреля 2022 года из осаждённого Мариуполя в посёлок прибыло 312 беженцев. Семьи оказались в разных регионах, по разные стороны фронта. Беженцам предложили принять участие в государственной программе переселения на Дальний Восток.
Среди беженцев было 146 человек трудоспособного возраста. Около 200 предприятий Приморского края предложили рабочие места.

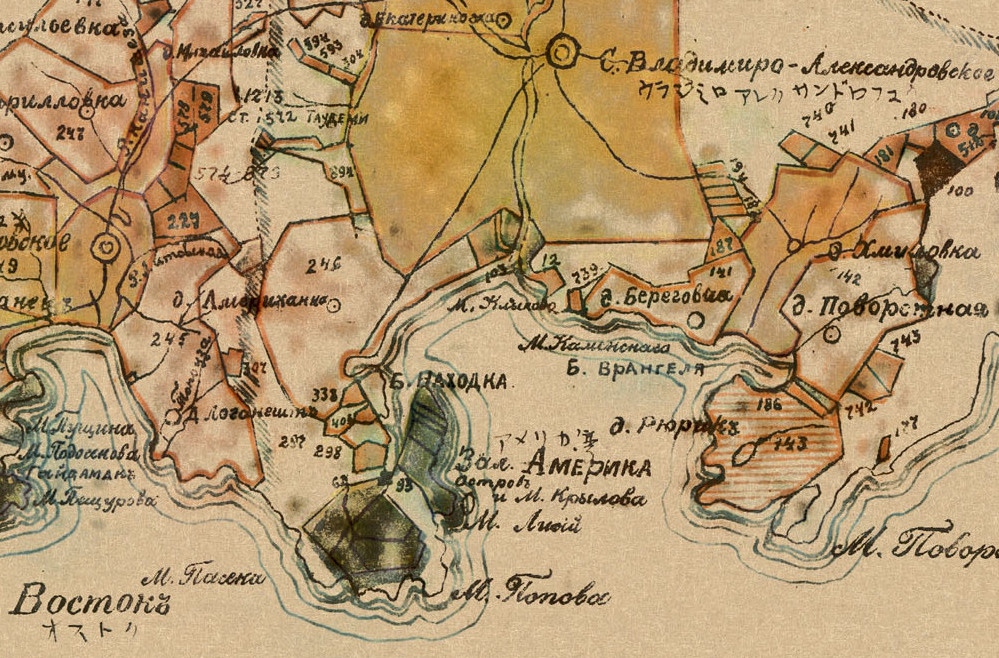
Селения и участки на месте Врангеля (1917)
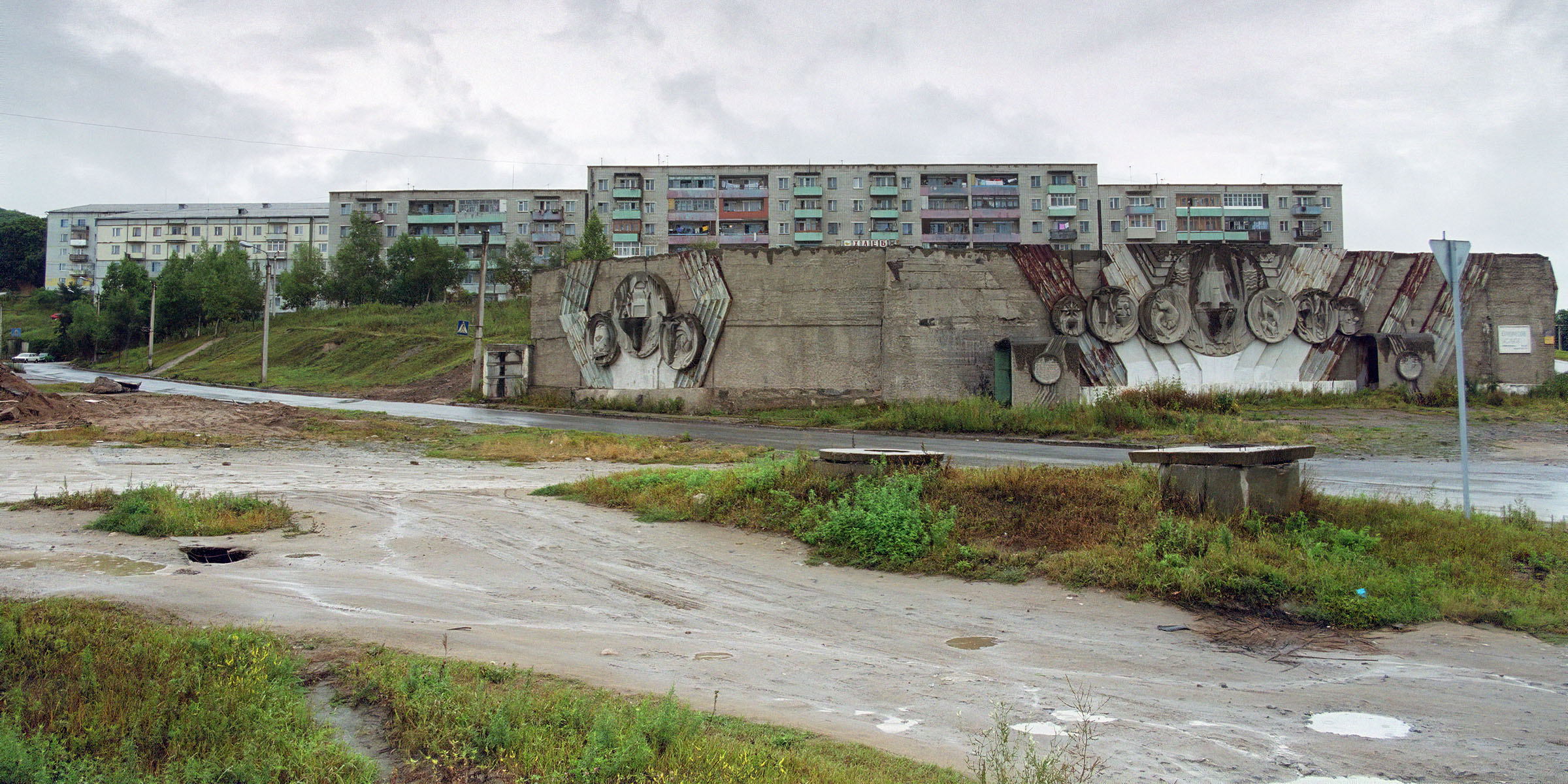
Скульптурная композиция «История освоение бухты Врангеля» в посёлке Береговом

## Население
| 1979 | 1989    | 2002    |
| ---- | ------- | ------- |
| 7049 | ↗12 814 | ↗15 346 |